# Zavidovoaffären
Zavidovoaffären var en räcka händelser som hade sin upprinnelse i att en ytterst hemlig promemoria om de förtroliga och privata samtal som i augusti 1972 fördes mellan Finlands president Urho Kekkonen och sovjetledningen på jaktresidenset i Zavidovo strax nordost om Moskva läckte ut till pressen. Kekkonen hade själv författat aktstycket som relaterade sovjetledarnas djupa misstro mot det vid denna tid aktuella EEC-avtalet, och upplevde att han hade förlorat deras förtroende när det genom den finlandssvenska journalisten Tor Högnäs förmedling den 31 oktober 1972 bringades till offentligheten genom de tidningar denne representerade, nämligen Vasabladet och svenska Dagens Nyheter samt norska Dagbladet. 
Vid de undersökningar i fallet som statsrådets kansli och justitiekanslersämbetet företog framkom att utrikeshandelsminister Jussi Linnamo, handels- och industriminister Seppo Lindblom och presidentens kanslichef Antero Jyränki hade förfarit oförsiktigt genom att låta därtill icke berättigade personer ta del av promemorian. Linnamo undgick riksrätt genom att avgå som minister, och även Jyränki tvangs lämna sin post, vilket Lindblom redan hade gjort. De två sistnämnda blev dömda till smärre bötesstraff.
Vem den egentliga läckan var har till dags dato (2010) inte kunnat klarläggas. Den unge socialdemokratiske politikern Erkki Tuomioja avslöjade 1983 att det var han som hade överlämnat promemorian till Högnäs, men Tuomioja var uppenbarligen endast en länk i kedjan. 
Denna stora politiska skandal ledde till insikt även på borgerligt håll om att Kekkonen måste omväljas och att detta endast kunde ske genom en undantagslag; socialdemokraterna hade redan tidigare varit av denna uppfattning. I det borgerliga lägret önskade man ro EEC-avtalet i hamn, samtidigt som många hade ställt sig avvisande till planerna på en undantagslag.
Spekulationer har förekommit om att det var Urho Kekkonen själv som ombesörjde läckan, eftersom han på detta sätt kunde demonstrera sin oumbärlighet. Från sovjetisk sida valde man uppenbarligen att acceptera EEC-avtalet, eftersom detta upplevdes som ett mindre ont än ett äventyrande av Europeiska säkerhetskonferensen (ESK) som förbereddes och där Finland som tilltänkt värdnation spelade en central roll. Alltför demonstrativa sovjetiska påtryckningar mot Finland hade kunnat framkalla misstro i västlägret. Sovjetunionen mobiliserade i stället Finlands kommunistiska parti mot EEC-avtalet, som motarbetades även av en socialdemokratisk vänsterfraktion. Läckan bidrog i alla fall till att avtalet kunde undertecknas, eftersom Sovjetunionen annars hade kommit att framstå i en dålig dager.